# Paradoxosoma granulatum
Paradoxosoma granulatum är en mångfotingart som beskrevs av Daday 1889. Paradoxosoma granulatum ingår i släktet Paradoxosoma och familjen orangeridubbelfotingar. Inga underarter finns listade i Catalogue of Life.